# Storia crotoniata
(Felice Caivano nella presentazione del libro)
Storia crotoniata (titolo originale Storia crotoniata, preceduta da un cenno sulla Magna Grecia e tratta a fine da un cenno sull’attualità di Cotrone) è un saggio storico-narrativo scritto dall'avvocato e storico italiano Felice Caivano, pubblicato per la prima volta a Napoli nel 1872. Il libro, concepito con l'intento di documentare la storia della città di Crotone dalla sua fondazione fino al XIX secolo e di inserirlo nel contesto più ampio della Magna Grecia, nasce dalla profonda passione dell'autore per la sua città natale e dalla sua volontà di colmare una lacuna nella conoscenza storica della regione, offrendone un'ampia e dettagliata narrazione.

## Storia editoriale
L'idea di scrivere questo libro nacque dall'ispirazione patriottica e dalla dedizione di Felice Caivano per la storia di Crotone. Come si evince dalla lettera di dedica al padre Giuseppe, l'autore era profondamente influenzato dall'amore e dal rispetto per la sua famiglia e la sua patria. Giuseppe Caivano, descritto come un uomo di grande virtù patriottiche, fu una figura chiave nell'incoraggiare Felice a intraprendere questo progetto: al padre, infatti, Caivano riconosce il suo ruolo fondamentale nell'accendere in lui la passione per la storia e nel sostenerlo nella realizzazione del libro.

## Descrizione
Caivano accumulò un vasto materiale storico, che era precedentemente disperso e inutilizzato, e lo organizzò in una narrazione coerente e completa. L'autore stesso riconosce i limiti stilistici e strutturali del suo lavoro, chiedendo al lettore di approcciarsi con comprensione e di giudicare il merito del libro non solo per la sua forma, ma soprattutto per il valore del contenuto. Il libro rappresenta un tentativo di fornire ai concittadini una storia completa della loro città, che fino ad allora non possedevano.

## Struttura
Il libro è strutturato in tre parti principali, ognuna delle quali approfondisce diversi aspetti storici e contemporanei della città e del contesto in cui si trova. Nell'introduzione, Caivano si rivolge direttamente al lettore esprimendo l'auspicio che il suo lavoro possa essere accolto con benevolenza e comprensione. Egli sottolinea che la sua opera non è motivata da vanità o desiderio di riconoscimento, ma dal sincero intento di rendere un servizio utile alla comunità; cita inoltre l'illustre Guerrazzi per esprimere il suo disinteresse per la fama e il suo impegno a lavorare per il bene comune.

### Sezioni

#### Sezione I: Magna Grecia
La prima sezione dell'opera è dedicata alla Magna Grecia, la regione dell'Italia meridionale colonizzata dai Greci a partire dall'VIII secolo a.C. Questa parte del libro fornisce una panoramica storica dell'insediamento greco in Italia, esaminando le motivazioni alla base della colonizzazione e l'impatto culturale, economico e politico che ebbe sulla regione. Viene trattata la fondazione delle principali colonie greche, il loro sviluppo e la loro influenza sulla civiltà locale.

#### Sezione II: Storia di Cotrone
La seconda sezione del libro si concentra specificamente sulla città di Crotone, esplorandone la storia attraverso diverse epoche:
1. Fondazione e periodo greco: Crotone fu fondata dai coloni Achei intorno al 710 a.C. con il nome di Kroton. Questa sezione esamina la crescita della città come importante centro culturale e medico, evidenziando la presenza di figure illustri come Pitagora, che fondò una scuola filosofica e scientifica.
2. Periodo romano: Con l'arrivo dei Romani, Crotone divenne parte dell'Impero Romano. Il libro analizza l'integrazione della città nel sistema romano, i cambiamenti amministrativi e sociali, e l'influenza delle guerre puniche sulla città e sulla regione circostante.
3. Medioevo: La narrazione continua con il periodo medievale, caratterizzato dalle invasioni barbariche, la dominazione bizantina e normanna. Viene descritta la ricostruzione della città, il ruolo della Chiesa e dei monasteri, e le trasformazioni politiche e sociali che segnarono l'epoca.
4. Età moderna: L'opera prosegue descrivendo la storia di Crotone dal Rinascimento all'età moderna, affrontando temi come l'unificazione d'Italia, lo sviluppo economico e sociale del XIX secolo e le sfide moderne affrontate dalla città.

#### Sezione III: Attualità di Cotrone
L'ultima sezione del libro offre un'analisi delle condizioni economiche, sociali e culturali dell'epoca della città di Cotrone.

## Contenuto
- A Giuseppe mio Padre (pag. 3)
- Poche parole al mio cortese leggitore (pag. 5)
- Cenno sulla Magna-Grecia (pag. 9)
- 1. Parte prima – Nozione della parola Crotone (pp. 19-57)
- 2. Parte seconda – Pitagora (pp. 59-151)
- 3. Parte terza – Guerra contro la Città di Siro (pp. 153-211)
- 4. Cenno sull'attualità di Cotrone – Idea Topografica di Cotrone (pp. 213-242)

## Edizioni
- Felice Caivano, Storia crotoniata, preceduta da un cenno sulla Magna Grecia e tratta a fine da un cenno sull’attualità di Cotrone, Napoli, edizione originale, 1872.
- Felice Caivano, Storia crotoniata, preceduta da un cenno sulla Magna Grecia e tratta a fine da un cenno sull’attualità di Cotrone, ristampa anastatica, Cosenza, 2005.